# Ruellia monanthos
Ruellia monanthos är en akantusväxtart som först beskrevs av Christian Gottfried Daniel Nees von Esenbeck, och fick sitt nu gällande namn av Wenceslas Bojer och T. Anders.. Ruellia monanthos ingår i släktet Ruellia och familjen akantusväxter. Inga underarter finns listade i Catalogue of Life.